# Природный объект целины
«Приро́дный объе́кт целины́» (укр. «Природний об’єкт цілини») — ботанический памятник природы местного значения, расположенный на территории Голосеевского района Киевского горсовета (Украина). Создан 14 октября 1997 года. Площадь — 0,5 га. Землепользователь — коммунальное предприятие по содержанию зелёных насаждений в Голосеевском районе.

## История
Ботанический памятник природы местного значения был создан решением Киевского горсовета № 1628 от 14 октября 1997 года с целью сохранения, охраны и использования в эстетических, воспитательных, природоохранных, научных и оздоровительных целях наиболее ценных экземпляров паркового строительства. На территории памятника природы запрещена любая хозяйственная деятельность, в том числе ведущая к повреждению природных комплексов.

## Описание
Памятник природы расположен в исторической местности Пирогов на юго-восточном склоне Пироговского карьера, что напротив дома по адресу улица Пироговский шлях (Червонопрапорная), 76.

## Природа
Памятник природы представлен сохранившимся участком природной ковыльной степи. Уникальность связана с расположением в городе Киев. Травостой образован доминирующим видом ковыль волосовидный (Stípa capilláta), занесённым в Красную книгу Украины. Здесь встречаются редкие виды растений: гвоздика перепончатая (Dianthus membranaceus) и лютик иллирийский (Ranunculus illyricus).